# Algernonia riedelii
Algernonia riedelii är en törelväxtart som först beskrevs av Johannes Müller Argoviensis, och fick sitt nu gällande namn av Grady Linder Webster. Algernonia riedelii ingår i släktet Algernonia och familjen törelväxter. Inga underarter finns listade i Catalogue of Life.